# Oracle Arena

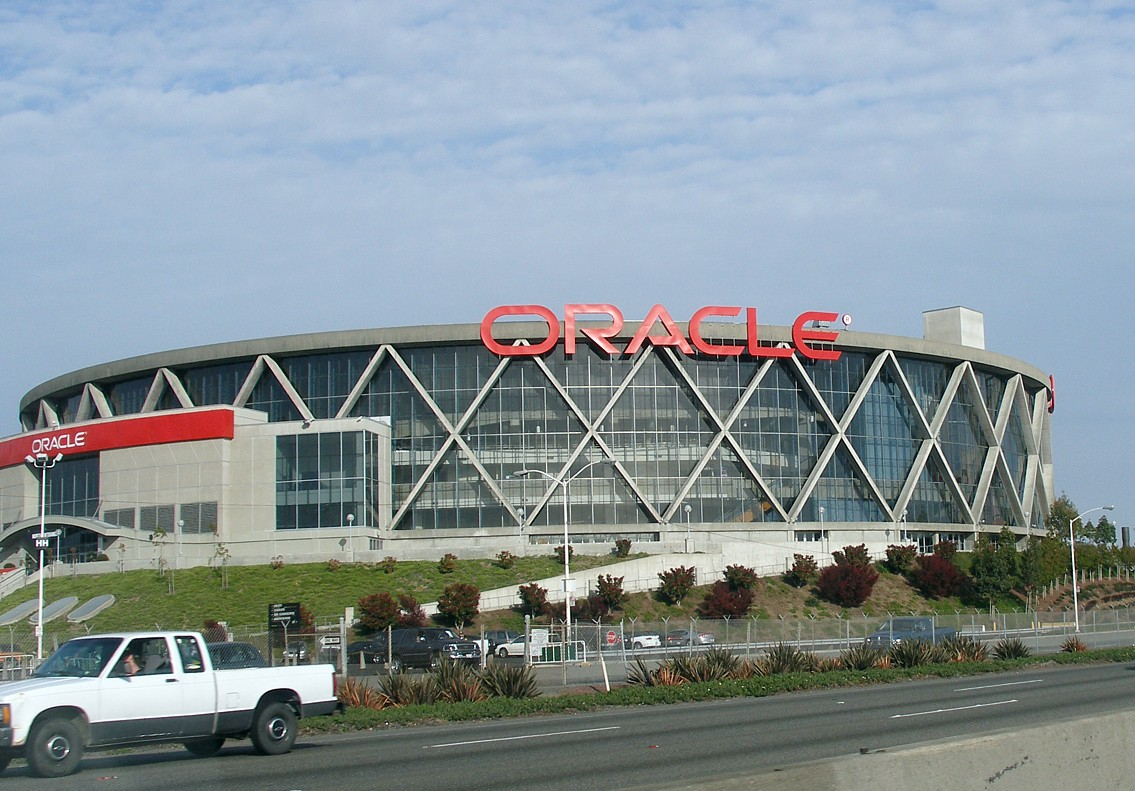
L'Oracle Arena

L'Oracle Arena és un pavelló poliesportiu situat a la ciutat d'Oakland, Califòrnia, i va ésser construït l'any 1966 amb el nom d'Oakland-Alameda County Coliseum Arena. Amb el temps el pavelló es va anar quedant obsolet, fent-se evident la falta de luxe que si tenien altres pavellons. Abans d'edificar un nou pavelló a Oakland, San Francisco o San José, es va decidir fer una renovació de 121 milions de dòlars abans que enderrocar-lo i fer una remodelació completa de tot el complex esportiu.
Les obres es van iniciar a mitjans de l'any 1996 i van permetre als Golden State Warriors retornar al seu camp de joc a finals del 1997. Al nou pavelló la capacitat era de 19.596 aficionats de bàsquet i 17.000 per a l'hoquei sobre patins. L'any 1999 s'hi va disputar la WCW SuperBrawl i l'any següent l'All-Star Game de l'NBA.
El pavelló també va albergar un temps els partits com a local de l'equip universitari dels Califòrnia Golden Bears entre els anys 1967 i 1976. Els Okland Skates, un equip professional d'hoquei sobre patins també hi van jugar entre el 1993 i el 1995.
Aquest recinte esportiu també ha vist molts concerts d'artistes internacionals com Aerosmith, Christina Aguilera, Pink Floyd, Bruce Springsteen, Rage Against the Machine, Nirvana, U2 i els Rolling Stones.